# Reinhold Bilgeri

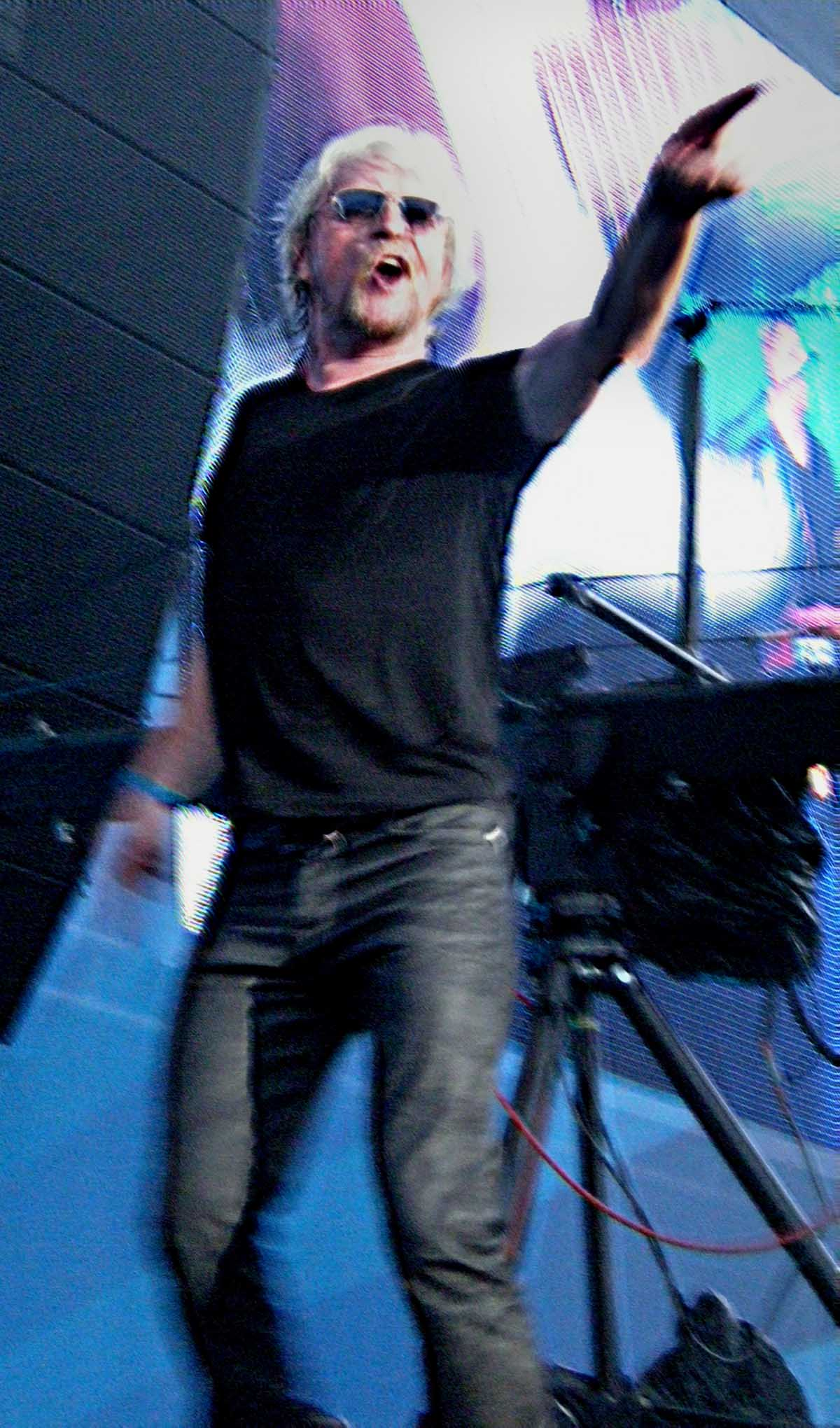
Reinhold Bilgeri

Reinhold Bilgeri (* 26. března 1950, Hohenems, Vorarlbersku) je rakouský zpěvák a literát. Patří k nejúspěšnějším představitelům takzvaného Austropopu.

## Diskografie

### Alba
- Owie lacht (s Michaelem Köhlmeierem) (1973)
- Same (1982)
- Songs of Love (1987)
- Forever in Love (1990)
- Lonely Fighter (1991)
- A Man and a Woman (1993)
- oho (2001)
- Best Of Bilgeri (2005)
- Jazzz it (2006)

### Singly
| rok  | titul                   | hitparadové místo | hitparadové místo | album             |
| rok  | titul                   | AT                | CH                | album             |
| ---- | ----------------------- | ----------------- | ----------------- | ----------------- |
| 1981 | Video Life              | 2                 | 8                 | Same              |
| 1981 | In the Night            | 6                 | -                 | Same              |
| 1987 | Some Girls are Ladies   | 1 (8 týdnů)       | -                 | Songs of Love     |
| 1987 | Missing You             | 4                 | -                 | Songs of Love     |
| 1987 | Sayonara Boy            | 6                 | -                 | Songs of Love     |
| 1989 | When a Girl Cries       | 21                | -                 | Forever in Love   |
| 1989 | Love is Free            | 3                 | -                 | Forever in Love   |
| 1990 | Do You Want me Tonite   | 11                | -                 | Forever in Love   |
| 1991 | In Love With Two Ladies | 20                | -                 | Lonely Fighter    |
| 1991 | Keep Your Love Alive    | 5                 | -                 | Lonely Fighter    |
| 1992 | I'm Gonna Take You Home | 7                 | -                 | A Man and a Woman |
| 1993 | Breaking Free           | 25                | -                 | A Man and a Woman |
| 2002 | Silver Bell             | 32                | -                 |                   |
| 2003 | Still in Love           | 22                | -                 |                   |
| 2004 | Video Life 04           | 23                | -                 |                   |

## Próza
- Der Atem des Himmels. Geschichte einer Liebe, román, 2005